# Handelskrieg
Der Handelskrieg ist im Wortsinn die Unterbrechung der Handelswege durch militärische Mittel, um einen Gegner wirtschaftlich zu schwächen.
Im übertragenen Sinn wird der Begriff heute auch für einen nur mit ökonomischen Mitteln geführten eskalierten Handelsstreit zwischen Staaten verwendet (Wirtschaftskrieg).

## Allgemeines
Gewaltsame Handelskriege können in Form von Unterbrechungen von Handelswegen zu Land, zur See und/oder in der Luft stattfinden, z. B. durch gewaltsame Landblockaden beim Landkrieg, Seeblockaden beim Seekrieg oder Luftblockaden beim Luftkrieg. Dadurch wird entweder global die Wirtschaft geschwächt, indem keine Gewinne aus exportierten Gütern mehr erzielt werden können und/oder der Import von Waren unterbunden. Damit wird dann ein Mangel erzeugt, der die Binnenwirtschaft und in der Folge auch die militärischen Fähigkeiten schwächt. Es können auch selektive Blockaden nur für bestimmte strategisch wichtige Waren vorgenommen werden. Das Ziel kann aber auch sein, die für den Gegner bestimmten Güter in den eigenen Besitz zu bringen, um damit die eigenen Kräfte materiell zu stärken, wenn etwa Handelsschiffe mit Konterbande als Prise aufgebracht werden.
Durch einen militärischen Handelskriegs steigt das Ausfallrisiko für die Handelspartner, was in der Regel mit einer Verteuerung der Waren verbunden ist und unter Umständen Handelspartner gänzlich abschrecken kann. Um mögliche finanzielle Verluste abzuwenden, gibt es im Vertragsrecht im Rahmen der höheren Gewalt "Force Majeure-Klauseln", die einen gegenseitigen Rücktritt ermöglichen.
Der Begriff wird heute übertreibend oft auch für einen nur mit ökonomischen Mitteln ausgetragenen Handelsstreit verwendet, bei dem repressive Außenhandelsinstrumente oder Handelshemmnisse eingesetzt werden.

## Beispiele

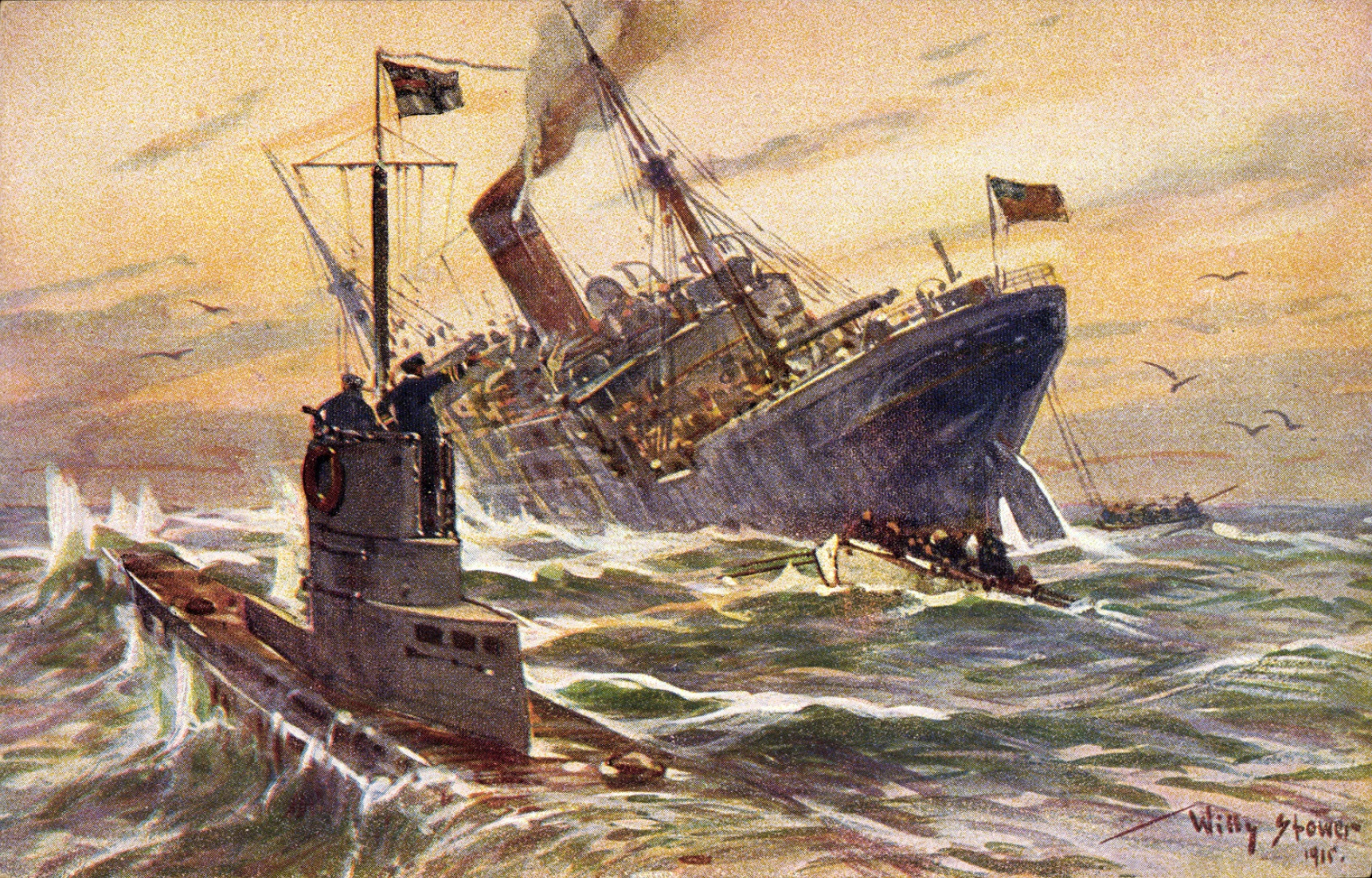
Versenkung eines englischen Handelskreuzers durch ein deutsches U-Boot (Gemälde von Willy Stöwer, 1915)

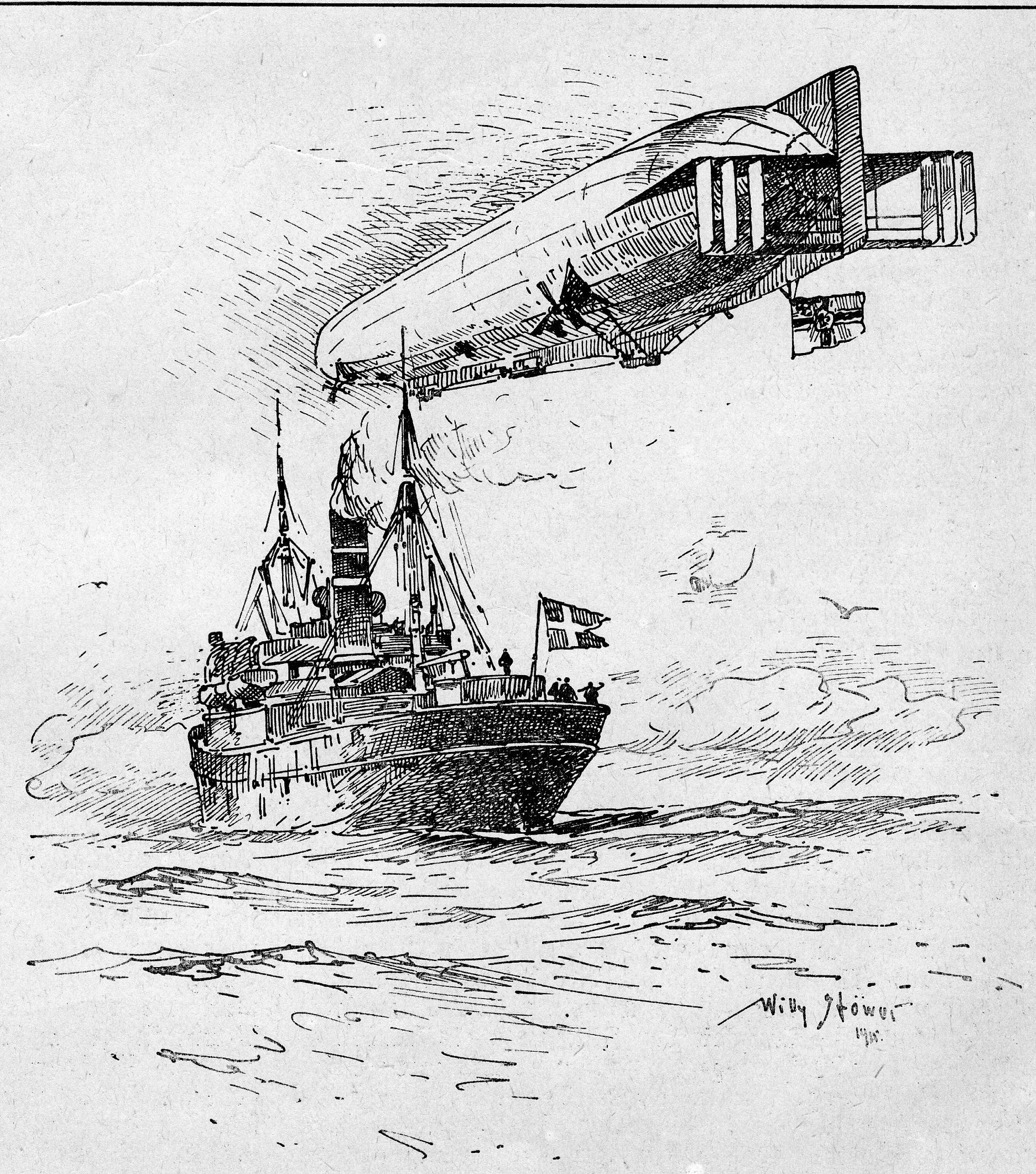
Luftblockade. Ein deutsches Marine-Luftschiff überprüft einen dänischen Dampfer, vermutlich in der Nordsee. Zeichnung von Willy Stöwer 1915

- Am 24. Juni 1258 brach vor Akkon ein echter Handelskrieg um die Vorherrschaft im östlichen Mittelmeer aus, den die Wirtschaftsmetropolen Pisa, Genua, Venedig und Marseille in der Adria anzettelten, wobei allein Genua die Hälfte seiner 48 Kriegsschiffe und 1700 Mann verlor.[1] In Akkon gab es ein vergleichsweise kleines venezianisches Handelsquartier, es bot venezianischen Kaufleuten und ihren Waren Raum. Eine Vereinbarung über getrennte Handelsplätze beendete erst im Januar 1261 diesen Handelskrieg. Im August 1267 blockierten die Genuesen Akkon erneut, wurden aber von den Venezianern unter ihrem Dogen Lorenzo Tiepolo in die Flucht geschlagen. Im Jahre 1372 brach ein weiterer Handelskrieg zwischen Venedig und Genua aus, einem Rachefeldzug, der bis 1373 andauerte.
- Im Juli 1759 begann das preußische Hilfskriegsschiff „Prinz Ferdinand“ im Mittelmeer den Handelskrieg durch Kaperei und brachte bis zu seiner Heimkehr im März 1760 insgesamt 14 Schiffe auf,[2] nachdem Friedrich II. per Befehl diese Kaperei verboten hatte.
- Die von Napoléon Bonaparte im November 1806 in Berlin verfügte Kontinentalsperre (französisch blocus continental) galt als eine Wirtschaftsblockade über die britischen Inseln, die bis März 1813 in Kraft blieb und auch mit militärischen Kräften durchgesetzt wurde. Sie sollte Großbritannien mit den Mitteln des Wirtschaftskrieges in die Knie zwingen. Darüber hinaus sollte diese Maßnahme die französische Wirtschaft gegen europäische und transatlantische Konkurrenz schützen. Der Kontinentalsperre ging bereits die englische Blockade über die Weser und Elbe in den Jahren 1803 bis 1805 voraus, wobei die Hansestädte wegen des abnehmenden Schiffsverkehrs maßgeblich betroffen waren.[3]
- Zwischen 1815 und 1819 trugen die Hudson’s Bay Company und die konkurrierende North West Company einen bewaffneten Handelskrieg um die Kontrolle der Red-River-Kolonie und die Vorherrschaft im Fellhandel aus, den Pemmikan-Krieg.
- In beiden Weltkriegen operierten getarnte Hilfskreuzer als Deutsche Handelsstörer während der Weltkriege
- Im Februar 1915 begann der Handelskrieg mit U-Booten in der Nordsee als Gegenmaßnahme gegen die zur wirtschaftlichen Abschnürung Deutschlands geführte britische Blockade. Von April 1915 bis Januar 1917 wurde der U-Boot-Handelskrieg auch in der Ostsee geführt.[4]
- Ab Sommer 1940 hatte die deutsche Wehrmacht Zugang zur französischen Atlantikküste. Ab August 1940 gab es einen Handelskrieg im Nordatlantik. Dieser letzte große Handelskrieg zur See fand während der Atlantikschlacht des Zweiten Weltkriegs statt, als England mit einer Seeblockade Deutschland vom Nachschub über See abschnitt und Deutschland versuchte, durch die Versenkung von Frachtschiffen in großem Umfang vor allem mit U-Booten, England wirtschaftlich niederzuringen. Die auf deutscher Seite wie auch schon im Ersten Weltkrieg häufig aufgestellte Rechnung, die Seeblockade sei erfolgreich, wenn mehr Schiffsraum (Tonnage) versenkt werde als zugleich auf Werften gebaut werden könne, führte auch zur gelegentlichen Bezeichnung Tonnagekrieg.[5]
- Zwischen Juni 1948 und Mai 1949 versuchte die Sowjetunion durch die Berlin-Blockade eine Übergabe West-Berlins zu erzwingen. Die Versorgung konnte aber durch die sogenannte Berliner Luftbrücke aufrechterhalten werden.